# Joseph-Antoine Fabre
Joseph-Antoine Fabre (* 19. März 1844 in La Ciotat; † 9. Januar 1923 in Marseille) war ein französischer römisch-katholischer Geistlicher, Bischof und der erste Erzbischof von Marseille.

## Leben
Er empfing am 2. Juni 1867 die Priesterweihe für das Bistum Marseille und arbeitete danach als Kaplan und Pfarrer. Am 25. Mai 1881 wurde er Dekan von Roquevaire, 1898 Ehrenkanonikus und 1904 Domherr des Domkapitels von Marseille. 1906 berief man ihn zum Generalvikar der Diözese Marseille. Am 29. Januar 1908 wurde er zum Apostolischen Protonotar ernannt. 1909 wurde er Domvikar und am 29. April desselben Jahres als Nachfolger von Kardinal Pierre-Paulin Andrieu, der zum Erzbischof von Bordeaux berufen worden war, zum Bischof ernannt. Die Bischofsweihe spendete ihm am 16. Juni 1909 Pierre-Paulin Kardinal Andrieu, nunmehr Erzbischof von Bordeaux; Mitkonsekratoren waren Félix-Adolphe-Camille-Jean-Baptiste Guillibert, der Bischof von Fréjus, und Dominique Castellan, der Bischof von Digne.
Als die Diözese Marseille am 2. Januar 1910 zum Erzbistum erhoben wurde, war Joseph-Antoine Fabre damit ihr erster Erzbischof.

## Veröffentlichungen
- L’oeuvre de don Bosco considérée au point de vue humanitaire, social et religieux. 1900.